# Vic van Brantegem
Vic (Victor) van Brantegem (Mol, 2 december 1946) studeerde aan de Rijksuniversiteit Gent en werd er heroprichter en preses van het Katholiek Vlaams Hoogstudentenverbond Gent. 

## Levensloop
Hij werd actief in het Vlaams Aktiekomitee voor Oost-Europa (VAKOE) en voerde actie in Moskou ten voordele van de Sovjet-dissidenten. Zo deelde hij pamfletten uit en liet zich ook publiek vastketenen. Hij werd opgepakt en veroordeeld tot een jaar cel.
Na zijn vrijlating richtte hij in Vlaanderen het jongerentijdschrift Alternatief op (1973). Als hoofdredacteur werd hij later opgevolgd door Fernand Keuleneer. Aan de redactie werkten onder meer ook mee: Johan Verplancke, Stefaan Magerman, Ivar Suys, Paul Belien, Alexandra Colen, Magda Buckinx en Matthias Storme. 
Hij werd directeur van de internationale informatiedienst van de katholieke hulporganisatie Kerk in Nood/Oostpriesterhulp (KIN-OPH). In 1985 werd hij adjunct-woordvoerder van de persdienst van het Vaticaan. Hij was onder andere verantwoordelijk voor de veiligheid van de paus en voor de relaties met de pers tijdens buitenlandse reizen.
Hij steunde de oprichting in 2003 van de elektronische krant Korazym, een initiatief door jonge gelovigen genomen na de Wereldjongerendagen van 2002. Hij was er de uitgever van.
Na zijn pensionering was hij nog voorzitter van de Associazione Ragazzi del Papa.